# Joó István (geodéta)
Joó István (Hidashollós, 1928. szeptember 26. – Székesfehérvár, 2007. augusztus 5.) magyar geodéta és térképész, a műszaki tudományok kandidátusa (1968) és doktora (1979). Joó István a magyarországi műholdgeodézia elindítója.

## Családja
3 gyermeke és 8 unokája van.

## Élete

### Gyermekkora és családja
1928. szeptember 26-án született Hidashollóson (1937-ben Egyházashollós és Hidashollós egyesült). Édesanyja Szép Ilona, akit korán elvesztett, ezért nagyszüleinél nevelkedett. Édesapja nyolc gyermeket nevelt. Joó István hamar megismerte a falusi életet és a sokgyermekes család gondjait és örömeit. Joó István otthona a Petőfi út 11. házszám alatt áll még ma is Egyházashollóson.

### Tanulmányai
7 évet járt Hidashollósra elemi iskolába és 4 évet szintén Hidashollóson töltött polgári iskolában. 1950-ben érettségizett Körmenden.
Sopronban végezte el az egyetemet a Földmérő-mérnök Karon. Soproni tanulmányait a Budapesti Műszaki Egyetem Hadmérnöki Karán folytatta térképész szakon. 1954-ben tanulmányait kitüntetéssel fejezte be.

### Munkássága
A Budapesti Műszaki Egyetem elvégzését követően 1954 és 1956 között a Magyar Honvédség Térképészeti Intézeténél dolgozott, mint topogeodéta, topográfus. Az 1956-os esztendőben topográfiai felméréseket végzett a Bakony területén. Mivel 1957-ben nem írta alá az úgynevezett Kádár-hűségnyilatkozatot, ezért a katonai pályafutása befejeződött.
1957 és 1960 között a Földmérő és Talajvizsgáló Vállalatnál dolgozott mérnökgeodétaként és szakosztályvezetőként. 1960-ban a Kartográfiai Vállalathoz került műszaki titkár pozícióba, ahol felfigyeltek a kiváló szervezőképességére és a nagy munkabírására.
1961-ben az Állami Földmérési és Térképészeti Hivatalhoz került főmérnöki beosztásba, majd 1962-ben az ÁFTH Műszaki Főosztályának vezetője lett. 1967-ig dolgozott itt. MÉM Országos Földügyi és Térképészeti Hivatal Geodéziai és Térképészeti Bizottságának elnöke volt 1967 és 1985 között.
A Magyar Tudományos Akadémia Geodéziai Tudományos Bizottságának tagja 1965-től, majd 1996 és 1999 között a bizottság elnökhelyettese, s elnöke 1999 és 2002 között. Joó István javaslatára hozták létre a Kozmikus Geodéziai Albizottságot, melynek 1969 és 1980 között első elnöke. Joó István a Nemzetközi Geodéziai Szövetség Magyar Nemzeti Bizottságának elnöke volt több cikluson keresztül.
1975 és 1990 között tagja az American Geophysical Unionnak.

### Oktatói tevékenysége
1965-ben csatlakozott a Nyugat-magyarországi Egyetem Geoinformatikai Karán (1972-ig Felsőfokú Földmérési Technikum) folyó oktatói munkába, ahol a felsőgeodéziáról tartott előadást. A tananyagot folyamatosan fejlesztette. Munkahelyi terhei ellenére az előadásait mindig megtartotta.
1986-tól a Soproni Egyetemre egyetemi tanárrá nevezték ki és a székesfehérvári GEO vezetésével is megbízták. A Földmérési és Földrendezői Főiskolai Karának 1994-ig két cikluson keresztül vezetője és 1996-ig egyidejűleg a Geodéziai Tanszék vezetője is.

### Halála
Joó István 2007. augusztus 5-én hunyt el váratlanul, sírja Székesfehérvárott, a Béla úti köztemetőben lett elhelyezve.

## Emlékezete
Egyházashollóson utca viseli a nevét 2013 nyara óta. 2013. november 29-én bronzportréjával díszített márványkőtáblát avattak fel a tiszteletére Egyházashollóson, az egykori gyerekkori otthona épületén.

## Kitüntetései és díjai
- Térképészet kiváló dolgozója (1965)
- MÁFI-emlékérem (1969)
- Munka Érdemrend ezüst fokozata (1970)
- Fasching Antal-díj (1973)
- Lázárdeák emlékérem (1975)
- SZUTA űrkutatási emlékérem (1982)
- Akadémiai Díj (1985)
- SZUTA geofizikai emlékérem (1985)
- Munka Érdemrend arany fokozata (1986)
- Lengyel Geodéziai Egyesület tiszteletbeli tagja (1988)
- MTESZ-emléklap (1988)
- Kammer der Technik tiszteletbeli tagja (1989)
- MTESZ-emlékérem (1990)
- International Association of Geodesy tiszteletbeli tagja (1991)
- Osztrák Geodéziai Egyesület tiszteletbeli tagja (1991)
- Szent-Györgyi Albert-díj (1994)
- Honoris Causa Doctor (Olsztyni Egyetem, 1996)
- Főgeodéta-díj (Erdélyi Magyar Műszaki Társaság, 2001)
- Eötvös József-koszorú (MTA, 2001)